# Zarautz
Zarautz (hiszp. Zarauz) – miasto położone w północnej Hiszpanii, w baskijskiej prowincji Gipuzkoa/Guipúzcoa. Liczba mieszkańców wynosi ok. 22 650 (2012). Zarautz znajduje się w odległości ok. 15km od San Sebastián – stolicy prowincji.
Zarautz jako miasto zostało założone w 1237 roku przez Ferdynanda III. Do XVI wieku mieszkańcy zajmowali się głównie rybołówstwem, a zwłaszcza wielorybnictwem. Jednak wraz z wyginięciem wielorybów w Morzu Kantabryjskim, mieszkańcy zaczęli się poświęcać innym zajęciom, takim jak rolnictwo, przemysł tekstylny czy produkcja mebli i łodzi. Legenda głosi, że to właśnie w stoczniach w Zarautz, po których śladu już praktycznie nie ma, zbudowano statek, który jako pierwszy opłynął Ziemię. Statek o nazwie Nao Victoria był dowodzony na tej wyprawie przez Juana Sebastiána Elcano, urodzonego w Getarii, 3km na zachód od Zarautz.
Plaża w Zarautz jest najbardziej rozległą w Kraju Basków, i równocześnie jedną z najdłuższych na wybrzeżu Morza Kantabryjskiego (2,8km), przez co zyskała sobie przydomek "Królowej Plaż". Zabudowa przy promenadzie nadmorskiej, kiedyś wyróżniająca się obecnością pałaców i domów budowanych w XIX wieku przez ówczesną burżuazję, została stopniowo zastąpiona blokami od trzech do pięciu kondygnacji. Pałac Narros, położony przy promenadzie, był miejscem letniego wypoczynku królowej Izabeli II, a także królowej Belgii Fabioli de Mora.

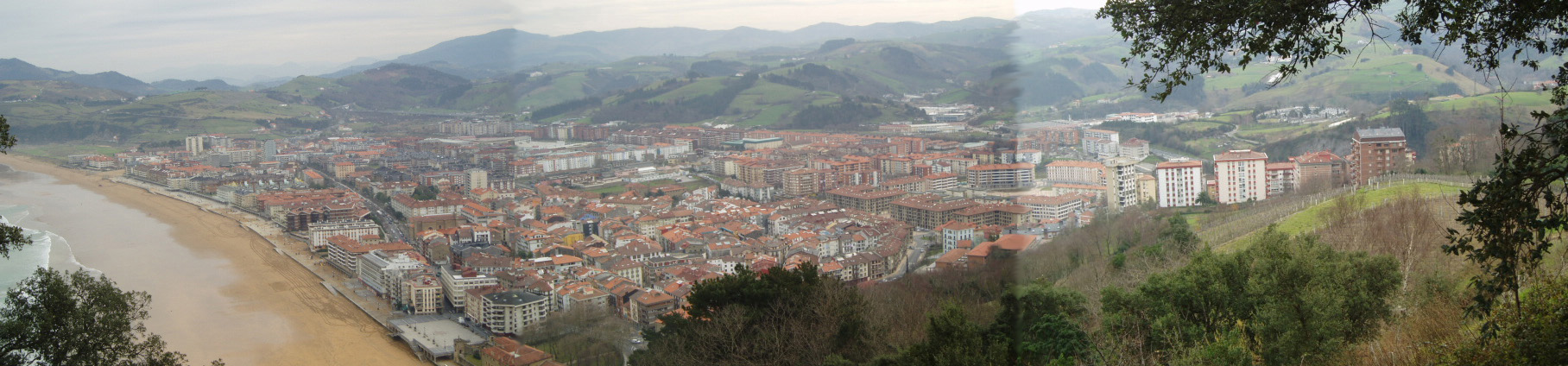
Zarautz: panorama (widok z góry Santa Bárbara)

## Transport
Miasto skomunikowane jest z innymi miastami regionu poprzez połączenie kolejowe (Euskotren) oraz połączenie autobusowe (LurraldeBus, ALSA y La Burundesa).

### Pociąg
Na chwilę obecną, podróż do stolicy prowincji w San Sebastián, zajmuje 30 minut w pociągu podmiejskim lub 25 minut w pociągu regionalnym (pociągi regionalne kontynuują swoją podróż aż do Hendaye na granicy francusko-hiszpańskiej, gdzie można się przesiąść na pociągi SNCF.
W przypadku Bilbao, podróż pociągiem podmiejskim trwa 2 godziny, a pociągiem regionalnym 1 godzinę 50 minut.
Stacja kolejowa w Zarautz usytuowana jest w centrum miasta, na skrzyżowaniu ulic Zigordia, Gaztainpe i Lapurdi. Na tej stacji zatrzymują się zarówno pociągi podmiejskie, jak i regionalne. Stacja posiada okienka kasowe, automaty biletowe, poczekalnię, toalety, automaty z napojami i przekąskami oraz kiosk z prasą. Obecny budynek stacji kolejowej to rekonstrukcja z końcówki lat 90 starej stacji.
Najbliższa stacja kolejowa Adif znajduje się w San Sebastián, skąd odjeżdżają pociągi dalekobieżne RENFE do Barcelony, Madrytu, Paryża, Lizbony i Saragossy.

### Autobus
W Zarautz kursują dwie linie autobusu miejskiego. Obie linie łączą centrum Zarautz z dzielnicami na obrzeżach: Itxasmendi, Vista Alegre i Asti. Dodatkowo kursuje także autobus do wiosek Abendaño, Urdaneta, Elcano i Meagas. Wszystkie autobusy miejskie zatrzymują się na przystanku przy ulicy Vizcaya (centrum).
Miasto nie posiada dworca autobusowego: autobusy różnych linii mają swoje własne przystanki w różnych częściach miasta.
Euskotren, jako Lluraldebus, organizuje przewozy autobusowe do San Sebastián. Podróż zajmuje około 40-45 minut (ze stacjami pośrednimi) bądź 15 minut (połączenie bezpośrednie).
Firma Autobuses La Guipuzcoana, jako Lluraldebus, oferuje połączenia autobusowe z Azkoitią i Azpeitią. Podróż ta trwa około 45 minut.
Autokary firmy ALSA jeżdżą z Zarautz do Bilbao i Irun.
Istnieje również linia autobusowa, która łączy Zarautz z portem lotniczym w Bilbao. Trasa ta obsługiwana jest przez firmę Lluraldebus z czterema połączeniami w ciągu dnia.
Podczas lata, w okresie od 28 czerwca do 2 września, kursuje także autobus na trasie Zarautz-Pampeluna.

### Samolot
Najbliższe lotniska znajdują się w Bilbao i San Sebastián. Podróż do obydwu lotnisk zajmuje w przybliżeniu około 1 godzinę 40 minut jadąc autostradą AP-8.

### Samochód
Najważniejsze drogi do autostrada AP-8 (zjazd 11 na Zarautz) i droga krajowa N-634.

### Taxi
Postój taksówek w Zarautz znajduje się przy ulicy Guipúzcoa, przy szkole Oteitza Lizeo Politeknikoa (znanej też jako colegio Antoniano).

## Miasta partnerskie
- Cardano Al Campo
- Pontarlier
- Hagunia